# Villanterio

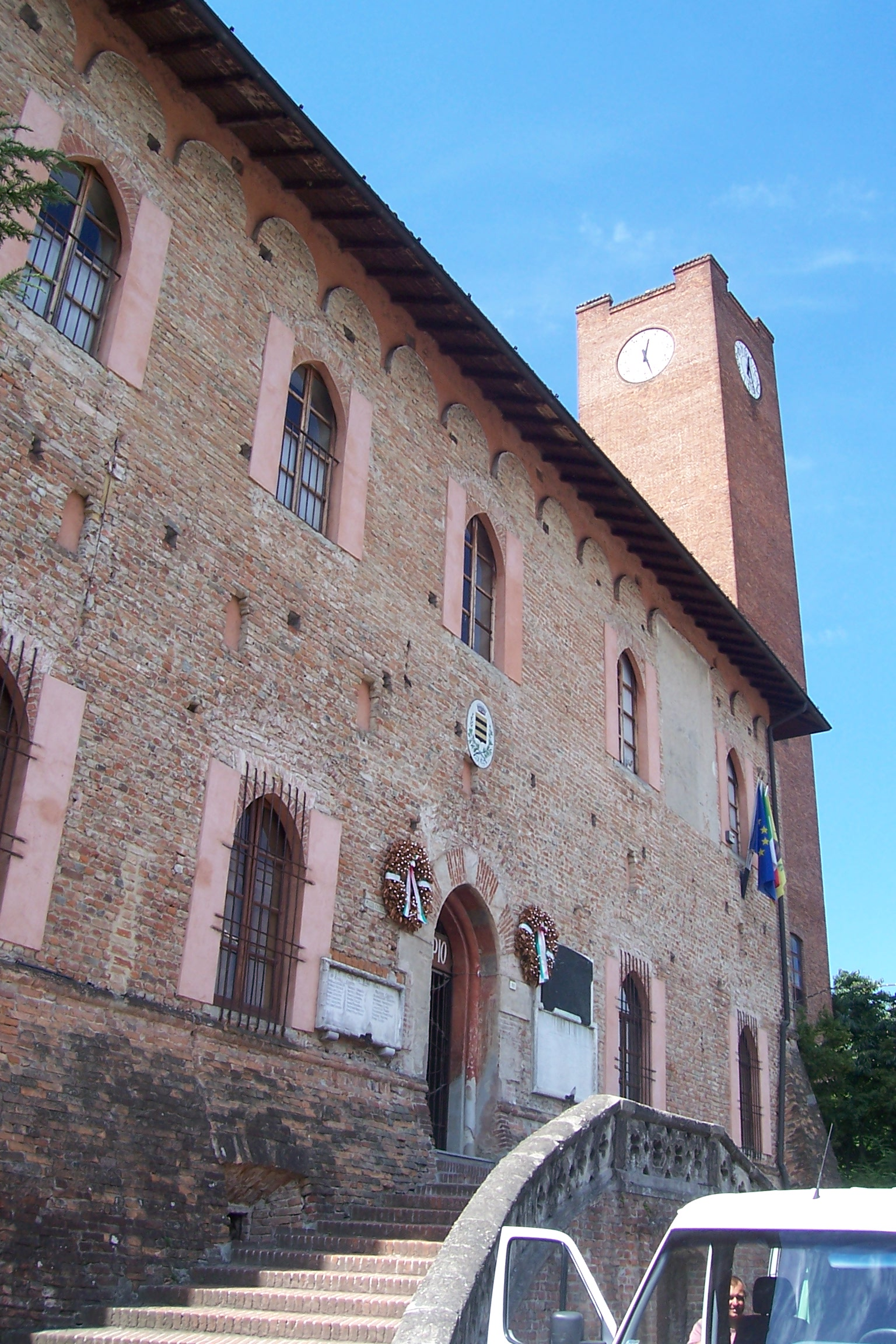
Villanterio

Villanterio ist eine norditalienische Gemeinde (comune) mit 3367 Einwohnern (Stand 31. Dezember 2023) in der Provinz Pavia in der Lombardei. Die Gemeinde liegt etwa 16,5 Kilometer ostnordöstlich von Pavia am Lambro. Villanterio grenzt unmittelbar an die Provinz Lodi.

## Geschichte
Im 12. Jahrhundert wird hier ein Hof eines Lanterio errichtet. Dadurch ergibt sich der Name Villa Lanteri. 1164 wird der Name auch erstmals urkundlich erwähnt. 

## Persönlichkeiten
- Antonio Poma (1910–1985), Kardinal, Erzbischof von Bologna

## Verkehr
Villanterio liegt an der früheren Strada statale 235 di Orzinuovi von Pavia nach Brescia.